# Unione Sportiva Arezzo 1948-1949
Questa pagina raccoglie le informazioni riguardanti l'Unione Sportiva Arezzo nelle competizioni ufficiali della stagione 1948-1949.

## Rosa
| N. |                   | Ruolo | Calciatore      |
| -- | ----------------- | ----- | --------------- |
|    | Italia (bandiera) | D     | Candido Arrighi |
|    | Italia (bandiera) | A     | D. Bertolini    |
|    | Italia (bandiera) | C     | G. Catelli      |
|    | Italia (bandiera) | A     | Lelio Catelli   |
|    | Italia (bandiera) | D     | Rino Ferrario   |
|    | Italia (bandiera) | A     | Livio Filiput   |
|    | Italia (bandiera) | D     | Siro Giannini   |
|    | Italia (bandiera) | D     | D. Luzzi        |

| N. |                   | Ruolo | Calciatore            |
| -- | ----------------- | ----- | --------------------- |
|    | Italia (bandiera) | A     | Giovacchino Magherini |
|    | Italia (bandiera) | A     | V. Mancini            |
|    | Italia (bandiera) | D     | L. Mari               |
|    | Italia (bandiera) | D     | Adorno Menozzi        |
|    | Italia (bandiera) | A     | E. Pecchi             |
|    | Italia (bandiera) | C     | P. Raguzzi            |
|    | Italia (bandiera) | P     | Lorenzo Vellutini     |